# الکساندر لازارف
الکساندر لازارف (روسی: Алекса́ндр Ла́зарев؛ زادهٔ ۲۷ آوریل ۱۹۶۷) بازیگر اهل روسیه است. او در سال ۲۰۰۷ عنوان هنرمند مردمی فدراسیون روسیه را دریافت کرد و در سال ۱۹۹۶ برنده جایزه دولتی فدراسیون روسیه شد. از تاریخ ۶ دسامبر ۲۰۲۳، به عنوان کارگردان اصلی تئاتر آکادمیک مرکزی ارتش روسیه منصوب شده است. لازارف در فاصله سال‌های ۱۹۹۰ تا ۲۰۲۳، بازیگر تئاتر دولتی لنکوم مسکو بود. یوری لازارف عموی اوست.
از فیلم‌ها یا برنامه‌های تلویزیونی که وی در آن نقش داشته‌است می‌توان به ابله اشاره کرد.